# 2015年5月中國大陸

## 5月1日
- 俄罗斯出版首部关于中共中央总书记习近平的专著《正圆中国梦》。[1]
- 贵州“少女醉死浴场”涉事5男系执法人员，2人疑为领导[2]。4月22日，纳雍县政府网站“县长信箱”收到来信“未成年少女被5名执法人员灌酒致死”。澎湃新闻调查发现，5人均为纳雍县规划局执法大队工作人员，其中3人是聘用人员，另2人是事业编制，且是领导[3]。其中，刘某疑为纳雍县打击违法占地和违法建设领导小组下设的王家寨镇片区工作组组长，李某为纳雍县规划局执法大队副大队长。[4][5]
- 4月27日晚，7名武警吃“霸王餐”要求被拒，暴打店主夫妇。[6]
- 加移民部对程慕阳展开严厉追击，称其是“罪犯和骗子”[7]。程慕阳曾借父程维高之利7年身家数亿，程慕阳于2000年8月逃至加拿大[8]。程慕阳2001年第一次申请加拿大公民身份，但失败了，2005年他再次提出申请[9]。4月30日，《南华早报》报道称，程慕阳正在加拿大寻求避难，而且已经聘请律师马塔斯(David Mats)。马塔斯曾经是赖昌星的代表律师。4月30日，中国官方首次就程慕阳的问题作出回应[7]。中国外交部发言人洪磊称，留在国外不意味着逍遥法外。洪磊表示，中国政府决心打击腐败，不论腐败分子逃到哪里，中国都会将他们绳之以法，像程慕阳这样的潜逃者一定会受到严厉惩罚。[10][11]
- 浙江溫州一遊樂場中午發生機動遊戲意外，证实系操作人员失误，事故造成两人死亡，其中一名八岁男童，另外至少4人受傷。[12]

## 5月2日
- 武汉市为民医院院长张蔚明和硚口区建荣村签订合同，先后投资数千万元建成一栋5层楼的医院。她没有料到：前日凌晨，他们一共6人被一群男子从医院里强行带离，等再回到医院时，眼前只有残垣断壁[13][14]。对于“是谁连夜拆了医院”的诘问，竟是“多家单位称不知情”。[15]
- 新华社评黑龙江庆安枪案：公布录像，真相别总靠倒逼。黑龙江庆安县火车站候车大厅一名叫徐纯合（上访人员）的男子，被执勤民警开枪击倒死亡。哈尔滨铁路警方称，该男子抓住一名5岁儿童向执勤民警抛摔，抢枪。第一时间慰问开枪民警的副县长被“人肉”，被举报学历造假、妻子吃空饷。是他被阻拦上车，还是阻拦别人上车，是否首先对执勤民警使用暴力，有没有对民警和其他人的安全造成严重威胁。澎湃新闻网（页面存档备份，存于）
- 人民日报：庆安枪响撂倒副县长董国生，学历造假为何迟迟未被发现。澎湃新闻网（页面存档备份，存于）
- 南方电网腐败溯源：县级经理职位明码标价300万，供电所长100万。肖鹏、祁达才的照片及信息已从中国南方电网有限责任公司（以下简称“南方电网”）的领导栏悄然撤下。3月6日至4月26日，中央第八巡视组进驻南方电网展开专项巡视工作，期间，上述两名排位靠前的副总经理相继“落马”。人民网观察者网（页面存档备份，存于）
- 5月2日凌晨4时许，青海省海西蒙古族藏族自治州州委常委、政法委书记金海宁在西宁家中坠楼身亡，相关情况公安机关正在调查中。另据中国法学会官网消息，就在4月16日举行的海西州法学会成立暨第一次会员代表大会上，金海宁还当选为会长。澎湃新闻网（页面存档备份，存于）

## 5月3日
- 衣着朴素敛财千万－－广西贺州市原副市长毛绍烈的“双面人生”[16]。戴表面裂成四五节的皮带，案发前未收到任何举报。一边身穿朴素旧衣，一边受贿敛财千万；一边重抓廉政建设，一边借干部升迁大收红包。一路受贿、一路伪装、一路提拔，系列违法乱纪行为持续长达16年之久。4月1日，广西贺州市原副市长毛绍烈一审获刑17年，并处没收个人财产人民币300万元。[17][18]
- 河南一轿车顶辅警狂飙2公里，肇事法官已被停职。围观群众告诉记者，事发时开车的并不是这名女子，而是另一名男子。他俩不敢下车！男子喝酒了！根据当地电视媒体报道中的视频显示，围观群众在车尾部查看时发现，车后窗玻璃已经碎裂，一些高档烟酒散落在后备箱里，此外，车内还有一套车牌号为豫JD9652的车牌。围观群众：这肯定是套牌车！央广网（页面存档备份，存于）

## 5月4日
- 中国国民党主席朱立伦与中国共产党中央委员会总书记习近平在北京人民大会堂进行会晤。BBC中文网（页面存档备份，存于）
- 河北：10人涉命案羁押2年获释，获180万元国家赔偿金。2012年1月12日，鸡泽县浮图店乡东柳村一家台球厅内，一名15岁男孩遭害。包括齐少欢在内4名实际年龄均不满20岁的当地青年被警方抓捕直至受审。之后，他们的7名亲属也因涉嫌帮助、毁灭证据罪被警方控制。2013年10月11日，该案在邯郸市中院一审开庭，众被告人翻供称遭刑讯逼供，检察院撤诉，以“事实不清、证据不足”作出不起诉决定，11名被告人重获自由，总共180万元的国家赔偿金，也于今年3月29日全部到位。“人未亡，但家已破”，妻子因其涉案而改嫁的齐少欢说，虽然最终寻回了自己的清白，但生活已被打乱，幸福已一去不返。新华网 Archive.today的存檔，存档日期2015-05-03
- 浙江台州中级人民法院原院长丁铧受贿288万一审被判11年。澎湃新闻网（页面存档备份，存于）
- 日前，中共中央对中共辽宁省委主要负责同志职务进行了调整。李希同志任省委书记；王珉同志不再担任辽宁省委书记、常委、委员职务。

## 5月5日
- 5月5日下午，中央全面深化改革领导小组召开第十二次会议，会议照例通过了几个改革方案，而最引人注目的，则是会议提出“有的放矢开展思想政治工作，引导大家争当改革促进派”。“强化敢于担当、攻坚克难的用人导向，把那些想改革、谋改革、善改革的干部用起来”。解放网（页面存档备份，存于）
- 曾被爆出解约传闻的EXO中国籍成员黄子韬于5月5日修改个人Instagram简介，由原来的“EXO-TAO黄子韬”修改为“Z.TAO-黄子韬”，疑被认为是离队征兆。网易娱乐（页面存档备份，存于）

## 5月6日
- 国务院总理李克强：要民众证明“你妈是你妈”是天大笑话。“我看到有家媒体报道，一个公民要出国旅游，需要填写‘紧急联系人’，他写了他母亲的名字，结果有关部门要求他提供材料，证明‘你妈是你妈’！”人民网（页面存档备份，存于）
- 老人欲领异地社保，被要求证明自己还活着。人民网（页面存档备份，存于）
- 5月份至今的一周内，已有七家央企的“一把手”换人。仅在5月4日当天，就有中国石化、中国海洋石油、中国石油、中国五矿四家央企的董事长履新；5月6日，东风汽车、中国建筑两家央企“一把手”换人。七家央企均已入驻过巡视组。新华网（页面存档备份，存于）

## 5月7日
- 应哈萨克斯坦共和国总统纳扎尔巴耶夫邀请，国家主席习近平于7日访问哈萨克斯坦。
- 中纪委机关报批贪官：满嘴马列主义，满腹男盗女娼。中华网（页面存档备份，存于）
- APP举报、扫脸签到——中共用新技术手段督促官员改作风。新华网（页面存档备份，存于）
- 湖北恩施州宣恩县原副检察长张德志长期与情人保持婚外情关系。当事人张德志现已被停职调查。有知情人士透露，当事女方即举报人黄女士在事件被披露后曾受到威胁，对方声称要将黄女士的视频给其“父母、亲戚、邻居等人看。”新华网（页面存档备份，存于）
- 卫计委医政医管局原局长王羽五一前夕在飞机落地北京时被带走调查，系被四川医院院长腐败案涉案人员举报。财新网（页面存档备份，存于）
- 国务院办公厅今日印发中医药健康服务发展规划(2015—2020年)。《规划》提出大力发展中医养生保健服务，推广太极拳、健身气功、导引等中医传统运动，开展药膳食疗。人民网（页面存档备份，存于）
- 外交部发言人华春莹7日主持例行记者会。会上，华春莹驳斥美国国务院发言人涉浦志强案言论称，我们要求美方摒弃双重标准，谨言慎行，停止以任何方式干涉中国司法主权和内政。美国国务院发言人拉特克6日发表声明称，美方对浦志强被关押一周年表示严重关切，并呼吁中方将其释放。人民网（页面存档备份，存于）
- 中共前总书记胡锦涛现身北川看望当地群众震后恢复状况。中华网（页面存档备份，存于）

## 5月8日
- 应俄罗斯联邦总统普京邀请，国家主席习近平于8日至10日出席在莫斯科举行的纪念卫国战争胜利70周年庆典并访问俄罗斯。[19][20]
- 日前,最高人民检察院经审查决定,依法对河北省委原常委、秘书长景春华以涉嫌受贿罪立案侦查并采取强制措施。因受贿、与他人通奸，且党的十八大后仍不收敛、不收手,性质恶劣、情节严重。经中央纪委审议并报中共中央批准,决定给予景春华开除党籍、开除公职处分。人民网（页面存档备份，存于）
- 宝钢副总经理崔健涉嫌受贿罪被上海市人民检察院第二分院立案侦查。人民网（页面存档备份，存于）

## 5月9日
- 军方人士解读“莫斯科红场阅兵中国方队调到末位”。按照字母排序，中国本该排在第九位，但却调整到“末位”，压轴出场。其后就是主宾国俄罗斯方队。[21]
- 一些上世纪30年代到40年代曾在伊万诺沃国际儿童院就读的“红二代”，参加红场阅兵。[22][23][24]

## 5月10日
- 应白俄罗斯共和国总统卢卡申科邀请，国家主席习近平于10日至12日对白俄罗斯进行国事访问。[25][26]
- 国务院前总理温家宝到承德兴隆县六道河中学作第二次地理讲座。人民網（页面存档备份，存于）

## 5月11日
- 男子被超期羁押14年，狱中喊冤，定案“证据”存疑。男子吴留锁因犯故意杀人罪一审被判死刑，当时洛阳当地还举行了公开宣判大会，吴留锁当场喊冤，并提出上诉。14年后，案件被裁定重审，重审之后吴留锁又被改判死缓。这期间，他一直被羁押在河南省洛阳市伊川县看守所，案件也一直被搁置。如果不是因为超期羁押耽误的14年光景，他早已获得自由。央廣網（页面存档备份，存于）

## 5月13日
- 官员大骂“国家规定是狗屁”、“谁要工资谁滚蛋”被停职，人民日报：表现出了土皇帝做派。澎湃新闻网（页面存档备份，存于）

## 5月14日
- 自从5月10日烟草消费税大幅上调后，香烟价格普遍上涨。[27]

## 5月15日
- 在李克强总理多次要求运营商“提速降费”之后，5月15日上午，工信部公布了全国网络提速降费总目标[28]。当日下午，三家运营商迅速响应，纷纷推出自家落地的举措。新华社：运营商提速降费水分大，遭喝倒彩。[29]

## 5月21日
- 京华时报:郭美美被公诉，开设赌场抽水，性交易一次收数十万。2014年7月10日，郭美美因涉嫌赌博被警方控制。2012年8月，郭美美及其母亲郭登峰现身某电视节目[30]。郭美美在节目中称，中红博爱股东王军是其“干爸”，王军是深圳地产商人，豪车玛莎拉蒂由王军赠送。[31]
- 中国经济网、中国青年网的环保频道、能源频道竟然涉嫌网络敲诈。经警方查明，陈瑞刚系中国经济网环保频道涉嫌网络敲诈的始作俑者。2011年，他以北京海之润传播有限公司的名义，与中国经济网签订广告代理协议。2013年，陈瑞刚采访报道了山西新绛重庆冶炼污染的问题。稿件上网后，企业联系陈润刚，后者提出30万元合作广告费就撤销稿件，未果。陈润刚不达目的不罢休，再次发起“文字攻击”。企业只好委曲求全，花钱消灾，但根本没有在网站上做过广告。[32][33]
- 最高法：征地拆迁等重大案件一审应有人民陪审员。光明网
- 5月21日，哈尔滨铁路运输检察院检察长孙成毅表示，庆安事件中民警李乐斌是依法执行公务，在处置此事件中，使用枪支依规合法。光明网评庆安枪响：遮羞大幕轰然落下，许多赤裸裸的官员现形。安徽一民警发帖质疑庆安枪案，当地警方称其患精神病停职多年。财经网（页面存档备份，存于）澎湃新闻网1（页面存档备份，存于）澎湃新闻网2（页面存档备份，存于）
- 庆安枪击案：律师称不接受检方调查结果。BBC（页面存档备份，存于）

## 5月22日
- 北京青年报：媒体呼吁中纪委介入调查福彩是否有黑幕。上周，新华社《经济参考报》一篇报道引起广泛关注，报道称“中福在线”即开型福利彩票的独家运营商北京中彩在线公司，名为国有控股实为个人“财富帝国”，该公司高管暗中向“关联方”利益输送，涉及金额数十亿元。人民网（页面存档备份，存于）
- 广西壮族自治区南宁市委书记余远辉深夜落马。51岁的余远辉是十八大以来落马的第11名中央候补委员，以及第8位在任上被调查的省会城市市委书记。财新网（页面存档备份，存于）

## 5月23日
- 朱镕基出席人大老校长袁宝华新书座谈会，称其为“启蒙老师”。澎湃新闻网（页面存档备份，存于）
- 北京调整87名局级干部，首钢总公司、北京出版集团、北京农商行、北京城建集团和北京北辰实业集团五大国企集中“换将”。在任免名单中，曾因违反八项规定而受到党内警告处分的顺义区人民法院院长郭铁相此次被免。据北京市纪委2014年12月通报，2013年1月至2014年4月，顺义区人民法院违反规定向干警发放购物卡、洗衣卡等折合47万余元。中国日报网
- 男子疑杀男童羁押14年改判死缓，宣判笔录最后写着“有意见，我要上诉”，下面是吴留锁签名。在走访相关部门及人员后，两位律师发现该案唯一证据存疑。而且高院未审理吴留锁上诉案，直接核准了一审对其死缓的判决。律师申请异地重审。中国新闻网（页面存档备份，存于）

## 5月24日
- 80后中国男游客洪旭东在巴基斯坦骑车被掳走后续：塔利班发布视频，要求中国政府付赎金，否则他会被杀死并录像。[34][35]
- 北京新任公安局长王小洪查68个涉黄团伙，曾端掉河南“皇家一号”。这是王小洪履新北京市副市长、市公安局局长后首次对涉黄、涉赌娱乐场所“放大招”。此前的3月26日，北京市十四届人大常委会召开第十八次会议，免去傅政华北京市公安局局长职务，任命王小洪为北京市副市长、北京市公安局局长。观察者网（页面存档备份，存于）

## 5月25日
- 刘金国不再担任610办公室主任。人民网（页面存档备份，存于）
- 广东阳江610办公室副主任罗健接受组织调查。人民网（页面存档备份，存于）
- 上海：38家市纪委派驻机构全部到位。人民网（页面存档备份，存于）
- 25日早9点左右，陕西西安自强西路发生血案。附近群众称，凶手是一名被拆迁户，死者为大明宫遗址公园附件拆迁办负责人。凶手自称与死者有仇，已经堵其6年了。 事件发生后，凶手还告诉旁边市民说他没有手机，让群众赶快报警，他也不跑。人民网（页面存档备份，存于）
- 广州日报：湖南长沙天心区女子洗澡被全裸拖出，房子遭强拆祖坟被挖。[36]
- 下午4点左右，陕西安康市食品药品监督管理局副局长唐友全从局办公楼坠落，事发后，伤者送往医院经抢救无效死亡。“长期有病，有抑郁症”。澎湃新闻网（页面存档备份，存于）
- 25号晚上，河南鲁山县康乐园铁皮夹泡沫房老年公寓发生的火灾事故，目前已致38人遇难，仍有6人在医院进行救治。平顶山市政府公布消息显示，发生火灾的鲁山县康乐园老年公寓已经有12个相关责任人被控制。统计显示，目前中国60岁以上的老人大约有2.12亿，其中15%为80岁以上的高龄老人。人民网（页面存档备份，存于）

## 5月26日
- 86岁的“两弹一星”元勋姚树人因病医治无效，与世长辞。[37]
- 《环球邮报》和CTV等主流英语媒体也报道了新晋加拿大世界小姐林耶凡的家人受到中国国安威胁的消息。25岁的林耶凡在5月16日获得2015年世界小姐加拿大区冠军。林耶凡13岁时随母亲来到加拿大，在多伦多大学主修戏剧，同时也是法轮功学员。这是她第二次参加世界小姐选美。她表示，尽管她非常为家人担忧，但是她不会从此缄口不言。她希望通过引起公众注意能让国安收敛，同时希望加拿大政府能够出面帮助。加拿大家园网（页面存档备份，存于）自由时报（页面存档备份，存于）法广（页面存档备份，存于）环球邮报1（页面存档备份，存于）ctvnews（页面存档备份，存于）
- 加拿大外交部发表声明支持林耶凡。加拿大外交部发言人艾米．米尔斯（Amy Mills），在给《环球邮报》的邮件声明中称：“加拿大政府赞许林小姐呼吁关注这类（人权和信仰迫害）问题的努力……加拿大政府对中共政府骚扰林小姐在中国家人的事件表示关注。《环球邮报》称加拿大政府的声明是对林小姐的高调支持，将此事的高度提升到外交层面，并会对其他的加拿大华裔移民有深远的影响。”环球邮报2（页面存档备份，存于）youtube（页面存档备份，存于）
- 广西司法厅原副厅长梁振林被双开，非法持有弹药与他人通奸[38][39]。广西监狱局原书记钟世范被开除党籍、取消退休待遇。

## 5月27日
- 5月27日上午10时许，湖南省宜章县拘留所民警杨波与其前妻唐建玉驾驶一辆私家车来到县政府大院，就唐建玉个人诉求上访，同时将自己的小车停放在县政府大院门口，并在车内挡风玻璃处放置标语进行上访，引起群众围观。11时35分许，经多方劝离无果，将其强制带离现场。[40][41][42]
- 陕西省委巡视民政厅：救灾中心违规挪用近9千万元.5月12日，陕西省委第二巡视组向省民政厅反馈专项巡视情况,陕西省民政党组书记、厅长郭伯权主持会议并作表态发言。人民网（页面存档备份，存于）

## 5月28日
- 5月28日凌晨两点多，广东省陆丰市公安局交警大队博美中队队长陈某川的儿子陈某超，酒后驾车肇事逃逸，使被撞者龙某伟耽误最佳抢救时机，致其死亡。记者今日上午了解到，目前肇事者陈某超已经投案自首，其父陈某川正在配合上级调查。人民网（页面存档备份，存于）
- 钱江晚报:男子18万元汇错账号对方愿还，法院称不可以，得先拿去替对方还债。人民网（页面存档备份，存于）
- 广东任命三位厅局长，钟世坚被免去省监察厅厅长职务。4月1日，中纪委官网宣布广东省纪委副书记、省监察厅厅长、省预防腐败局局长钟世坚住宅搜出十余只金钱龟。人民网（页面存档备份，存于）福州晚报2015年4月30日第A36版
- 巨贪杨秀珠浪迹天涯难逃天网，美方证实1号嫌犯杨秀珠正听候被遣送回中国。今年4月下旬，中共中纪委监察部网站发布的一百名外逃贪官的「红色通缉令」上，排在第一个的是浙江省建设厅原副厅长杨秀珠，格外引人注目。近日，有港媒报导指出杨秀珠曾得到时任中共浙江省省委书记张德江的提拔，而张调任广东不到半年杨的贪腐案即东窗事发。VOA（页面存档备份，存于）人民网（页面存档备份，存于）

## 5月29日
- 中央某部委一副处级干部涉毒被抓，因患艾滋病未收拘。2015年5月17日晚上，朝阳警方接到群众举报称，在双井一小区内有人吸食毒品，后抓获二人。经查一人为中央某部委干部。该干部表示，他吸毒从来不会在家里，都是到外面与朋友一起。人民网（页面存档备份，存于）
- 港媒:浙江省军区原司令员傅怡被查，卷入郭正钢案。中国军队权威部门5月29日公布了近期查处军级以上干部重大案件的情况。浙江省军区原司令员傅怡因涉嫌严重违纪，2015年1月军委纪委对其立案调查，4月移送军事检察机关；南京军区政治部副主任周明贵因涉嫌严重违纪，2015年1月军委纪委对其立案调查，5月移送军事检察机关。中华网（页面存档备份，存于）